# بيرنيس (باد كاليه)
بيرنيس، باد كاليه (بالفرنسية: Pernes, Pas-de-Calais)‏ هي بلدية تقع في إقليم باد كاليه من منطقة نور با دو كاليه في شمال فرنسا. تبلغ مساحة هذه المدينة 4.58 (كم²)، وترتفع عن سطح البحر 83 م، يبلغ عدد سكانها 1690 نسمة حسب إحصاء المعهد الوطني للإحصاء والدراسات الاقتصادية سنة 2009 م. وترأس Jean-Marie Olivier البلدية خلال فترة (2008-2014).